# Ashafar
Ashafar, de son vrai nom Zakaria Abouazzaoui né le 26 janvier 1999 à Blaricum (Pays-Bas), est un rappeur néerlandais d'origine marocaine. Le rappeur devient populaire après la sortie de son single Panamera en 2019.
Il est le cousin du footballeur international marocain Oussama Assaidi.

## Biographie

### Jeunesse et débuts
Zakaria naît à Blaricum de parents marocains originaires de Beni Boughafer, un village berbère situé dans les montagnes du Rif, dans la province de Nador. Ashafar grandit à Naarden. Lors de sa jeunesse, il a pour but de devenir footballeur professionnel. Il intègre le centre de formation de l'Ajax Amsterdam dès ses sept ans. Son entraîneur est Simon Tahamata. Le joueur est vu comme un espoir du football dans sa ville natale. Il intègre également les centres de formation du FC Utrecht et de l'Almere City. Difficile dans la discipline, son cousin Oussama Assaidi tente de l'intégrer dans la formation du SC Heerenveen, sans succès. Âgé de 15 ans, il décide de mettre un terme au football. Il met également un terme aux études. Au quartier, il reçoit le surnom Ashafar, qui veut dire voleur en tamazight.
En 2016, soutenu par ses amis de quartier, il débute le rap. Zakaria fait la connaissance du rappeur Josylvio qui est en pleine montée sur la scène néerlandaise à la suite de son single Le7nesh. Connu en tant que footballeur, il commence par poster des vidéos de freestyle de rap sur son compte Instagram. Il est très vite repéré par Nadir de Zonamo Underground qui prend contact avec Zakaria pour une session de rap. Il signe son premier contrat musical chez Zonamo Underground et pose un freestyle qui atteint les 600 000 vues sur YouTube. Ashafar prend le rap plus pour un divertissement, n'ayant pas la confiance que son avenir sera tracé dans la musique. Dans la rue, les passants reconnaissent le rappeur. Ashafar finit par quitter Zonamo Underground pour signer un contrat dans le label Hella Cash de Josylvio. Ashafar s'entoure souvent de Monsif pour la production des beats pour ses musiques.
En mai 2017, il déclare dans une interview avec FunX qu'il préfère que ses parents ne sachent pas qu'il est rappeur. Il cite : « C'est comme ça dans l'éducation de chaque rifain ».

### ASHAetLa Vie(2018-2020)
En avril 2019, il signe un contrat chez le label de Josylvio Hella Cash et sort son EP intitulé ASHA. Son EP finira par être classé à la deuxième place dans le classement Album Top 100 des Pays-Bas. Dans la même année, il collabore à l'international, notamment avec le rappeur espagnol Morad,. En fin d'année, il collabore avec Sevn Alias dans un extrait intitulé Walou. Le refrain est chanté en arabe marocain.
En février 2020, il figure dans l'album MOCRO MAFFIA II dans le morceau Mess en collaboration avec Jack.
Le 3 avril 2020, il collabore pour la première fois à l'international et publie le morceau ''Medellin'', en featuring avec le rappeur français Larry.
En juin, il apparaît et pose un couplet dans le clip de Boef sur le morceau Nooit Thuis. En effet, les deux rappeurs se réconcilient après un mini-clash qui avait lieu en 2017 où Ashafar déclarait à propos de Boef : « Mes fans ne sont pas ses fans. Mes fans sont des soldats de plus de vingt ans, moi, j'ai pas d'enfants de douze ans qui m'écoutent. » sur le First Live diffusé à la télévision sur Ziggo.

### Mocro Sh*t(depuis 2020)
Le 18 septembre 2020 sort le deuxième album solo d'Ashafar intitulé Mocro Sh*t ; plusieurs vedettes y participent à l'instar de Mula B, Josylvio, Lijpe, 3robi et KA. Ferrari est le premier single à en être extrait, suivi de Coca et enfin Mocro Sh*t. Lors de sa première semaine, Mocro Sh*t se classe 1er du classement des meilleures ventes d'album aux Pays-Bas. Le 5 février 2021, il est certifié double disque d'or pour son album Mocro Sh*t. Dans une interview avec NRC, Ashafar raconte vouloir mettre dans cet album, en avant ses origines marocaines.

## Style et influences
Le style particulier de Ashafar se caractérise par sa voix mais surtout par ses expressions caractéristiques : « Ish » et « Asha ». Côtoyant beaucoup les rappeurs également d'origine marocaine, il collabore souvent avec Riffi, 3robi ou encore Josylvio.
Ashafar est influencé par la scène hip-hop américaine et française des années 2000 et début des années 2010 : de La Fouine en passant par Rohff mais aussi par les Français tels que Sexion d'assaut, Sefyu ou encore Soprano. Dans l'intro de son album Mocro Sh*it, l'instrumental est un remake du morceau classique La Boulette de Diam's. Les sentiments, le vécu, l'amour, le rappeur possède une grande inspiration de mélodies et textes différentes de tous genre. Argent, sexe et drogue font aussi leur apparition sur des extraits tels que Panamera, Dinero ou encore De Streets. D'autres, plutôt rap conscient où il rappe son vécu dans des morceaux tels que Tinhasjien ou encore La Vida devenus par après des grands classiques du rap néerlandais.

## Discographie

### Singles
- 2016 : De Streets
- 2017 : Tinhasjien
- 2017 : Stress
- 2017 : JBL sessie
- 2018 : Intro
- 2018 : Inbrekers
- 2018 : Leila
- 2018 : Chest
- 2019 : Rockstar
- 2019 : Wayway
- 2019 : Scherp feat. Kevin
- 2019 : Panamera
- 2019 : Ta Mère feat. Riffi
- 2020 : Medellin feat. Larry
- 2020 : Ferrari
- 2020 : Mocro Sh*t
- 2021 : Barrio feat. Morad
- 2021 : Nike Tech feat. Mula B, Josylvio, 3robi et JoeyAK
- 2021 : AMS - BCN feat. Morad
- 2022 : Parapapa
- 2022 : Maffia feat. Baby Gang
- 2023 : Zidane feat. KA
- 2023 : Wie ? feat. Lijpe et Mula B
- 2023 : M.D.L.R. feat. Benzz
- 2023 : African Boy feat. Josylvio et Dopebwoy
- 2023 : Tiki Taka feat. RAF Camora et Elai

## Distinctions
Next Best Award
- 2019 : Vainqueur[14]

Single
- 2019 : Panamera certifié single d' Or
- 2019 : Lamborghini feat. Josylvio certifié single d' Or[15]

## Interviews et documentaires
- [vidéo] Bij Andy in de auto, YouTube, 2018